# ユハース・ロランド
ユハース・ロランド（Juhász Roland 、1983年7月1日 - ）は、ハンガリー・ツェグレード出身の元プロサッカー選手。元ハンガリー代表。現役時代のポジションは、ディフェンダー。

## クラブ経歴
地元クラブでプレーを始め、1999年にMTKブダペストFCでプロデビュー。2002-03シーズンにはリーグ優勝を達成した。
2005年8月29日、RSCアンデルレヒトに移籍。加入初年度でリーグ優勝を達成すると、2006–07シーズン、2009–10シーズン、2011–12シーズンの計4度のリーグ優勝を経験した。2009年にはリーグ最優秀ディフェンダーに選出された。
2011年にはスコティッシュ・プレミアリーグのレンジャーズFCとセルティックFCが相次いで獲得オファーを出したが、いずれもアンデルレヒトが拒否し移籍は実現しなかった。
2013年2月19日、ヴィデオトンFCへのレンタル移籍が発表された。

## 代表歴
2004年4月25日のサッカー日本代表との親善試合でハンガリー代表初出場&初ゴール。
2012年9月7日の2014 FIFAワールドカップ・ヨーロッパ予選・アンドラ戦でゴールを挙げ、5-0の大勝に貢献した。
2016年5月31日、UEFA EURO 2016のメンバーに選ばれた。グループステージのアイスランド戦 とポルトガル戦 に出場した。
2016年7月5日、代表からの引退を表明。

### ゴール
| ゴール | ゴール         | ゴール               | ゴール     | ゴール | ゴール | ゴール                      |
| #      | 開催日         | 開催地               | 対戦国     | スコア | 結果   | 試合概要                    |
| ------ | -------------- | -------------------- | ---------- | ------ | ------ | --------------------------- |
| 1      | 2004年4月25日  | ザラエゲルセグ       | 日本       | 2–0    | 3–2    | 親善試合                    |
| 2      | 2007年8月22日  | ブダペスト           | イタリア   | 1–1    | 3–1    | 親善試合                    |
| 3      | 2008年5月24日  | ブダペスト           | ギリシャ   | 2–1    | 3–2    | 親善試合                    |
| 4      | 2008年10月11日 | ブダペスト           | アルバニア | 2–0    | 2–0    | 2010 FIFAワールドカップ予選 |
| 5      | 2009年4月1日   | ブダペスト           | マルタ     | 3–0    | 3–0    | 2010 FIFAワールドカップ予選 |
| 6      | 2012年9月7日   | アンドラ・ラ・ベリャ | アンドラ   | 1–0    | 5–0    | 2014 FIFAワールドカップ予選 |

## タイトル
MTKブダペスト
- ネムゼティ・バイノクシャーグI:
  - 1回: 2002–03
- マジャル・クパ:
  - 1回: 1999-00
- Hungarian Super Cup:
  - 1回: 2003

アンデルレヒト
- ジュピラー・プロ・リーグ:
  - 4回: 2005–06, 2006–07, 2009–10, 2011–12
- ベルギーカップ:
  - 2回: 2007–08, 2008–09
- ベルギー・スーパーカップ:
  - 4回: 2006, 2007, 2010, 2012